# Друга баронська війна
Друга баронська війна — громадянська війна в Англії в 1264-1267 між королем Генріхом ІІІ (і Едуардом І) та його баронами на чолі з Симоном де Монфором.
14 травня 1264 відбулась битва біля Льюїса, у якій Генріх ІІІ зазнав поразки й потрапив у полон.
4 серпня 1265 Симон де Монфор був розбитий і вбитий Едуардом І під час битви під Івшемом.